# 江ノ島鎌倉観光1000形電車
江ノ島鎌倉観光1000形電車（えのしまかまくらかんこう1000がたでんしゃ）は、江ノ島鎌倉観光（現・江ノ島電鉄）が1979年から導入した電車である。

## 概要
1970年代の江ノ島鎌倉観光（現：江ノ島電鉄）は、1953年から開始された「改善3か年計画」を契機として導入された300形、500形連接車とその後導入された600形、800形連結車を主体として運行されていた。しかし、これらの機材は一部は車体を新造していたが、基本的には旧型車からの改造、機器流用車両であったり、他鉄道からの譲渡車両であり、老朽化と旅客サービスの低下が問題となっていた。
そのため、1976年度に策定された1976 - 1980年の長期計画期間中の1976年6月に設置された「鉄道改良技術委員会」により、車両の老朽化による旅客サービスの低下への対応するためには新造車の導入が最良であるとの答申がなされ、1978年9月18日の常務会により、1000形2編成の導入が決定された。この決定に基づいて導入された車両が本項で記述する1000形の1次車である1001編成および1002編成であり、その後1987年にかけて冷房装置の搭載、駆動装置の変更などの改良を加えながら2次車の1101編成、3次車の1201編成、4次車の1501編成、5次車の1502編成の計6編成（12両）が導入されている。1000形の設計当初の基本構想は以下の通り。
- 車体は近代感覚を盛り込んだ優雅かつ斬新なデザインとし、古都鎌倉の歴史的背景との調和を十分に配慮すること。
- 接客設備は座席の改良や換気、暖房装置により快適性を追求する。また運転室背面や客室側窓からの眺望性を向上する。
- 急曲線、急勾配、軸重などの現状施設条件を変更せずに乗り心地を向上させるため、連接構造とし、台車、車体などの相互関係を考慮する。
- 乗客の多少に関わらず、一定した加減速度を保つための応荷重装置を装備し、またブレーキの応答速度向上のため、全電気指令式ブレーキを採用。力行、ブレーキ操作をワンハンドルで行う中央運転台を採用し運転操作性の向上と安全性の配慮をする他、将来ATSを装備するための設備余裕を確保する。
- 運輸省A基準に基づく不燃化構造とし、特に海岸線を走行するため耐蝕性については充分考慮する。また材料、部品は省エネルギー、保守の経済性を考慮すること。

なお、江ノ島電鉄では個別の編成について、例えば車号1001と1051の編成を1001-1051（"編成"もしくは"号車"）もしくは1001（"編成"もしくは"号車"）と呼称しており、走行装置が異なる1501と1551の編成および1502-1552の編成のみを例外的に1500形と呼称する場合もあるが、本項でもこれに準じて記述する。
また、本項では車体塗装について、クリーム色をベースに窓下に緑色の帯を入れた製造当初の塗装を「旧標準塗装」、20形と同様の窓周りをクリーム色、車体下半部と上部を濃緑色として、濃緑色部に金色の縁取りを入れたものを「新標準塗装」、新500形と同様の、新標準塗装をベースに金色の縁取りではなく金色の細帯を入れたものを「現標準塗装」と便宜的に呼称する。
1001編成は1979年10月29日に、1002編成は30日に入線して11月5日に修祓式および公式試運転が行われ、12月3日から営業運行に使用されている。

## 1001-1051・1002-1052編成（1次車）
| 旧標準塗装（2000形導入以降の薄緑ががったクリーム色のもの）の1001編成 |  | 現標準塗装の1002編成、2020年 |
| 旧標準塗装（2000形導入以降の薄緑ががったクリーム色のもの）の1001編成 |  | 現標準塗装の1002編成、2020年 |

### 概要
- 営業運転開始日：1979年12月3日
- 在籍数：2両編成2本・4両 (1001 - 1051, 1002 - 1052)

最初に導入されたグループで江ノ島電鉄としては48年ぶりの新造車である。

### 車体
車体は一般構造用圧延鋼板を使用した全鋼製のもので、床板は1.2 mm厚のキーストン板、屋根板は1.6 mm厚、側外板と妻外板は2.3 mm厚であるが、正面外板の腰板部は併用軌道での運行を考慮して3.2 mm厚の鋼板を使用している。
正面は行先表示器を内蔵した3枚の大型平面ガラスを用いた3枚折妻構成で、中央部は幅1100 mm、その両側は幅650 mmで300 mmの後退角が設けられている。また、正面下部左右に丸型の前照灯と角型の尾灯が設置されている。連結器は連接部は球面心皿、編成両端部はNCB-2密着自動連結器で、連結器下部に胴受けが、上部には64芯の電気連結器が設置されている。
側面は窓扉配置d1D3D2で、乗降扉は幅1000 mmの片引戸でドアエンジンは日本エヤーブレーキ（現ナブテスコ）製で電磁空気式のSR-51、乗務員室扉は幅500 mm内開戸となっている。側面窓は幅1050 mm、高さ850 mm（開口幅650 mm）で戸袋窓は固定式、その他はのバランサー付・サッシレスの一段下降式となっているほか、各車体右側側面の連結面寄窓上には行先表示器が、扉間中央の窓上には車外スピーカーが設置されている。
客室内はロングシートが配置され、乗務員室後部は長さ1260 mm、乗降扉間は3780 mm、連結面寄は2520 mmで1人当たり420 mm幅となっており、座席定員は1両あたり座席36名、立席44名で編成計160名となっている。内装は暖色系のカラーリングで、壁面および天井はベージュ、座席は臙脂色で優先席部のみ灰色となっている。側面窓の内窓キセはロールカーテンを内蔵したFRP製のものとし、固定式の戸袋窓と連接部窓に熱線吸収ガラスを採用してカーテンを省略している。1次車は非冷房で製造されており、客室天井には直径400 mmのCT40S-4扇風機3基が、乗務員室天井にも扇風機1基が設置されている。また、暖房装置は架線電圧を使用する定格電圧直流100 V、出力600 WのHS62を座席下に12基配置している。
運転室は奥行1982 mmで、従来の車両と同じく中央運転台となっており、併用軌道での下方視界の確保のため計器盤の高さを抑えたものとなっているほか、運転席は固定式で客室との仕切扉は横引戸となっている。運転台にはデッドマン装置付のワンハンドル式マスター・コントローラーを採用しているが、これは京急800形の実績に触発されて採用されたものであり、計器やスイッチ類を半埋め込み式配置とした計器盤も同形式と類似のものとなっている。
屋根上は編成両端部にPT4314S-A-M菱形パンタグラフを1基ずつ搭載し、箱型の換気装置を1両あたり3個装備している。

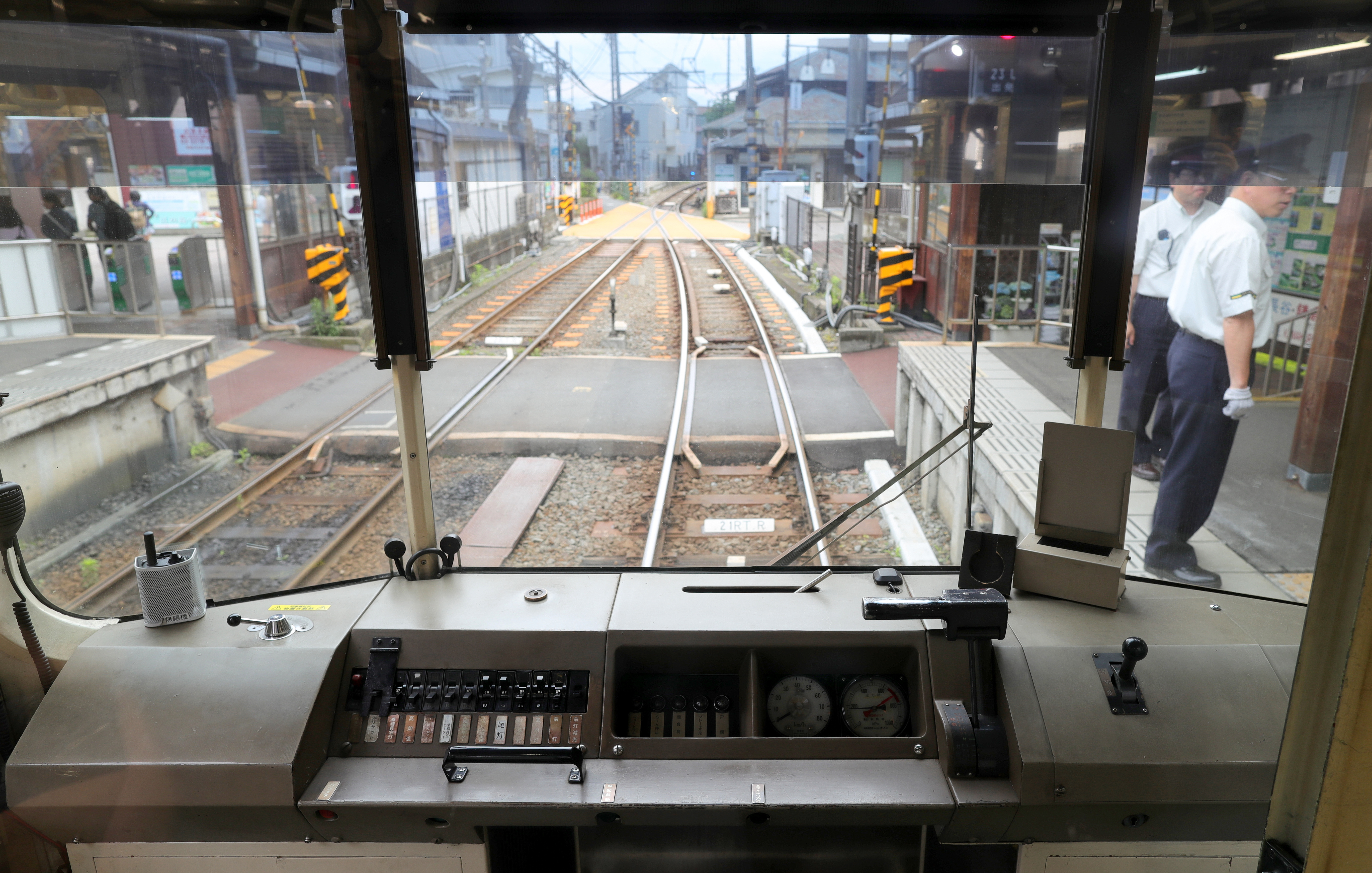
1000形の運転台、2018年

### 走行装置
主制御器は東洋電機製造製で電動カム軸制御式のAC-M450-778A-M（直列10段、並列8段）、主電動機も同じく東洋電機製造製のTDK5610-Aで、定格は端子電圧300 V時に出力50 kW、電流195 A、回転数1050 rpmである。駆動装置はバー・サスペンション式の吊り掛け駆動方式であるが、これは急曲線に対応するために動輪の外側に主電動機を装荷して台車の固定軸距をなるべく短縮とするために採用されたもので、歯車比は79:15 (5.27) である。
台車は端台車が動台車のTS-819、連接台車が従台車のTS-820であり、固定軸距を1600 mmとできる限り短くした鋼板溶接構造のもので、枕ばねは入れ子式3本並列のコイルばねで縦ダンパを併用したもの、軸ばねは合成ゴムブロックとコイルばねで軸箱支持方式は軸箱守式となっている。
ブレーキ装置はE型中継弁を使用した日本エヤーブレーキ製電気指令式空気ブレーキのHRD-1で常用5段、非常1段、保安ブレーキ付となっている。電動空気圧縮機はレシプロ式で容量710 l/minのDH-25Dを1基搭載し、基礎ブレーキ装置は各車輪に120 mm径のゴムシリンダ式片押し式ブレーキユニットを1基ずつ装備し、合成制輪子を使用している。
補助電源装置は定格出力7 kVAで東洋電機製造製のTDK3510-A電動発電機を1基搭載し、蓄電池は直流100 V・20 Ahのものと直流24 V・7.5 Ahのニッケル・カドミウム蓄電池を1組搭載している。
床下は鎌倉方の1051・1052号車に主制御器、断流器箱、主抵抗器などのほか、蓄電池を搭載しており、藤沢方の1001・1002号車にブレーキ制御装置のほか、電動発電機、電動空気圧縮機、元空気ダメなどを搭載しているほか、両車共通で制御空気ダメ、供給空気ダメ、接地スイッチなどを搭載している。
均衡速度は50 km/h、起動加速度は0.56 m/s2、減速度は常用0.97 m/s2、非常1.11 m/s2となっており、応荷重装置付きで、乗車率0 %から250 %まで加減速度は一定になる。

### 運行開始後
1001編成は1985年に、1002編成は1986年に冷房装置を搭載している。なお、冷房装置は経年により換装されており、2002年4月時点では1001編成はCU77AE1を、1002編成はCU77AE3を搭載している。このほか順次1101編成以降と仕様を合わせる改造が実施されており、常用ブレーキが5段から7段に、電動空気圧縮機がHB-1200Sに交換され、客室内の握り棒の増設がされているほか、1997年には1002編成の車体修繕が実施されて床板がステンレス化されている。
1501編成の導入に合わせて1985年頃に連結器が胴受を連結器上部に設置した吊下形のものに変更され、さらにその後1993年頃には自動解結装置付の密着連結器と電気連結器に変更され、胴受が連結器下部に戻されているほか、車体前面裾部の形状が随時変更され、取り付けの位置が若干低くなったことから、切り欠きがなくなった。また、1989年には列車無線アンテナが車体端部屋根上に設置されている。なお、連結器の変更と列車無線アンテナの設置は1101編成以降にも同様に実施されている。
1001編成は2003年にリニューアルが施工され、車椅子スペース、ドアチャイムや音声合成式の車内自動放送装置が設置され、補助電源装置を20形のものと同じIGBT素子を使用したRG4032-A-Mへの換装している。1002編成は2004年に同様のリニューアルが施工され、併せて塗装と社紋を20形と同一の新標準塗装に変更し、同年12月28日より運行を開始している。2008年には1002編成の正面方向幕の文字にローマ字が追加された。
2006年4月からは、1001編成が「S・K・I・P号」（Shonan,Kamakura,Information,Promotionの意）として漫画家の西岸良平を起用し、沿線の名所を描いたラッピングを施して運転していた。その後新標準塗装に戻されたが、2009年12月12日から2015年5月の全般検査時まで、本形式の導入30周年を記念して導入当初の旧標準塗装に復元されている。1002編成は1502編成に代わって2014年9月から2017年4月まで紫色の嵐電カラーで運用されている。
1001・1002編成とも2007年に新500形と同様の現標準塗装に変更している。また、2015年11月には1001編成、1002編成ともに1501編成などと同様の追加更新が行われ、パンタグラフのシングルアーム化（1002編成のみ、1001編成はこれ以前に実施済み）、行先表示のフルカラー・3色LED化、車内液晶表示器設置、蛍光灯のLED化などがなされている。

## 1101-1151編成（2次車）

### 概要
- 営業運転開始日：1981年12月20日

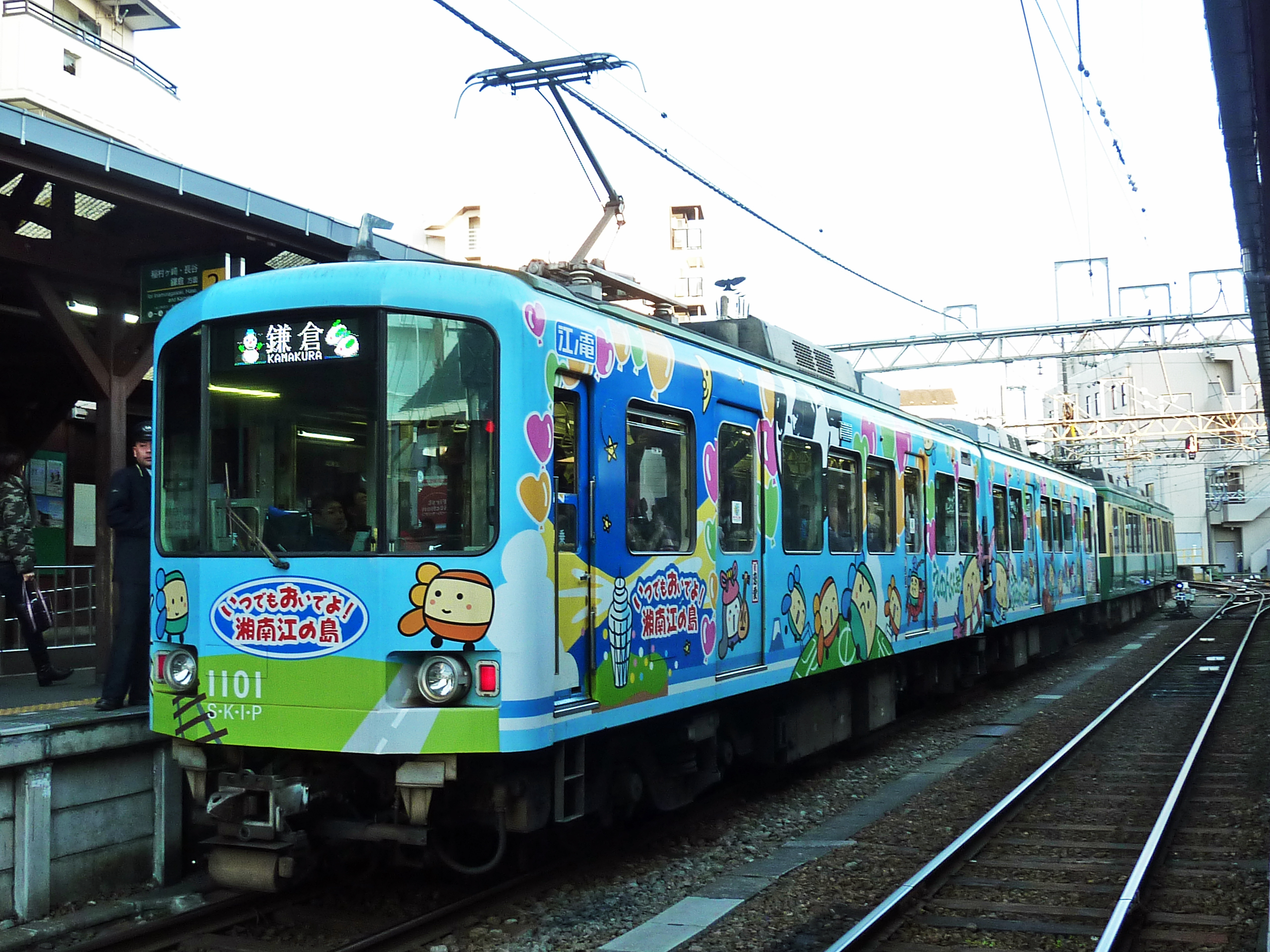
スキップえのんくん号ラッピングの1101編成、2016年

- 在籍数：2両編成1本・2両 (1101 - 1151)

冷房準備工事車で落成し、翌年の1982年に江ノ電初の冷房車両となった。また、社名が「江ノ島鎌倉観光」時代の最後に製造され、「江ノ島電鉄」となって最初に運行を開始した車両でもある。

### 車体・走行装置
車体は1001・1002編成とほとんど同一であるが、前照灯の取り付け位置の切り込みの角に丸みが付いているのが外観上の違いである。また、客室内には冷房準備工事として風導が設置されている一方で首振り式扇風機も存置されている。
主制御装置、主電動機、駆動装置等は1001・1002編成と同一であるが、ブレーキ装置は同じHRD-1ながら常用ブレーキが5段から7段に変更されているほか、補助電源装置は出力10 kVAの静止型インバータである東洋電機製造製RG403-A-Mに、電動空気圧縮機は容量930 l/minのHB1200Sにそれぞれ変更されている。また、台車は1001・1002編成のTS-819・TS-820のブレーキテコに改良を加えて高摩擦係数の制輪子のほか、中摩擦係数の制輪子も使用できるようにした動台車のTS-819Aと連接台車で従台車のTS-820Aであるが、基本構造は同一となっている。

### 運行開始後
1982年に冷房装置を搭載しているが、他の路面電車車両等にも広く採用されている三菱電機製で容量24.4 kWのCU77系のものを採用している。このシステムは屋根上に搭載された冷房装置と冷房制御箱、床下に搭載された起動制御箱から構成されるもので、冷房制御箱には2系統のインバータが内蔵されており、定電圧・定周波数出力は室内送風機に、可変電圧・可変周波数出力は冷媒の圧縮機・室外送風機に供給されるほか、両系統とも冷房不使用時には車両内の他の負荷にも出力可能なものとなっている。この冷房装置は改良を加えながら長く製造されていることも特徴であり、江ノ島電鉄においても1101編成以降2008年製の新502編成まで採用されているほか、各編成とも経年により順次新型のものに更新されており、1101編成は2002年4月時点ではCU77AE1を搭載している。なお、1101編成は冷房装置搭載後も客室内の扇風機がそのまま残されている。
2005年2月から12月にかけて、当時放映されていたNHK大河ドラマ『義経』のラッピングが施され、その後新標準塗装に変更されている。
2006年にリニューアルが施工され、上記の1001・1002編成のリニューアル内容に加えて室内の化粧板の新500形と同様のものへの変更、扉窓の金属支持への変更、現標準塗装への変更が実施されている。
2008年の7月19日から8月24日の間、集英社の漫画雑誌『週刊少年ジャンプ』のラッピング電車「パイレーツ号」として運行され、車体には銀河を模したイラストが施され、客室側窓の巻き上げカーテンには同誌に連載されている漫画作品に登場するキャラクターのイラストが描かれていた。また、2009年4月から2012年4月21日まで3代目「SKIP号」として江ノ電沿線の風景がラッピングされた後、2012年4月29日からは「スキップえのんくん号」として、江ノ電のキャラクターのえのんくんや鎌倉・江ノ島の風物が描かれ、2017年1月7日の検査入場で現標準塗装に戻されるまで運行されている。
2015年10月には追加更新が行われてパンタグラフのシングルアーム化、行先表示のフルカラー・3色LED化、車内液晶表示器設置、蛍光灯のLED化などが実施され、1501編成などと同仕様になっている。

## 1201-1251編成（3次車）
| 現標準塗装の1201編成。他編成と異なり前面行先表示はローマ字が追加された方向幕装備車のままでフルカラーLEDへの変更はされていない。2020年 |  | 「台湾友好記念電車」ラッピングの1201編成、パンタグラフのシングルアーム化後、2014年 |
| 現標準塗装の1201編成。他編成と異なり前面行先表示はローマ字が追加された方向幕装備車のままでフルカラーLEDへの変更はされていない。2020年 |  | 「台湾友好記念電車」ラッピングの1201編成、パンタグラフのシングルアーム化後、2014年 |

| 1201編成の動台車、主電動機が動軸の外側に装荷される、2016年 |  | 大規模更新で、従来車では初めて設置された車内液晶表示器、2012年 |
| 1201編成の動台車、主電動機が動軸の外側に装荷される、2016年 |  | 大規模更新で、従来車では初めて設置された車内液晶表示器、2012年 |

### 概要
- 営業運転開始日：1983年12月19日
- 在籍数：2両編成1本・2両 (1201 - 1251)

江ノ電では初めて製造当初から冷房装置を搭載した車両で、日本の1067 mm軌間（狭軌）の鉄道線では最後の完全新造の吊り掛け駆動方式の電車である。

### 車体・走行装置
この編成から車体には腐食対策として屋根板に1.2 mm厚、床板に1.0 mm厚のステンレスが使用されているほか、前照灯が角形とされ、尾灯とともにカバーが設置されている。冷房装置の搭載と並行して客室内は送風機を扇風機から軸流ファンに変更して平天井化したことで1100形よりも冷房効果を高めているほか、座席が臙脂色とオレンジ色の3人分ずつ交互の配置に変更され、座席端部や荷棚前端部に握り棒が増設されている。また、前面窓上部に遮光フィルムが貼付けられており、これは順次他の編成にも追加されている。
走行機器、補機類や台車は1101編成と同一のものとなっている。

### 運行開始後
1201編成は長年にわたって明治製菓（現・明治）の商品「カール」の広告車両だったが、2004年に1502編成に変更され、一般塗装となった。
1201編成は2007年の夏休み期間中、尾田栄一郎の漫画『ONE PIECE』のラッピング電車「麦わら号」として運行され、車体には海と空のイラストが描かれ、窓ガラスにキャラクターのステッカーが貼られ、車内広告も『ONE PIECE』で統一されていた。
他の車両が相次いで新標準塗装に変更されていた2007年においても旧標準塗装であった1201編成は同年の「麦わら号」運転終了後に現標準塗装に変更されたが、この時点ではこの編成のみ側面の乗務員室扉の隣に社紋円盤が取り付けられていない。2014年から2017年4月まで、「台湾友好記念電車」として、台湾の平渓線との観光提携をPRしたラッピング電車して運行された。
2011年末にリニューアルが実施され、上記の1001・1002・1101編成の更新内容に加えて、ドア上に液晶表示器が設置され、ドア付近に黄色い警戒色が施され、補助電源装置のRG4032-A-Mへの変更が実施され、前照灯・蛍光灯がLED化され乗務員扉横の社紋円盤が追加されている。2013年末にはパンタグラフが菱形からシングルアーム形に変更された。江ノ電1200形がシングルアームパンタグラフに。
また1501編成以降で採用されたフルカラーLEDへの交換は1201編成のみ行われず、全1000形(1001,1002,1101,1501,1502)の更新が完了した2016年時点において同形式のみ唯一の方向幕装備車で新たにローマ字も追加された。

## 1501-1551・1502-1552編成（4・5次車）

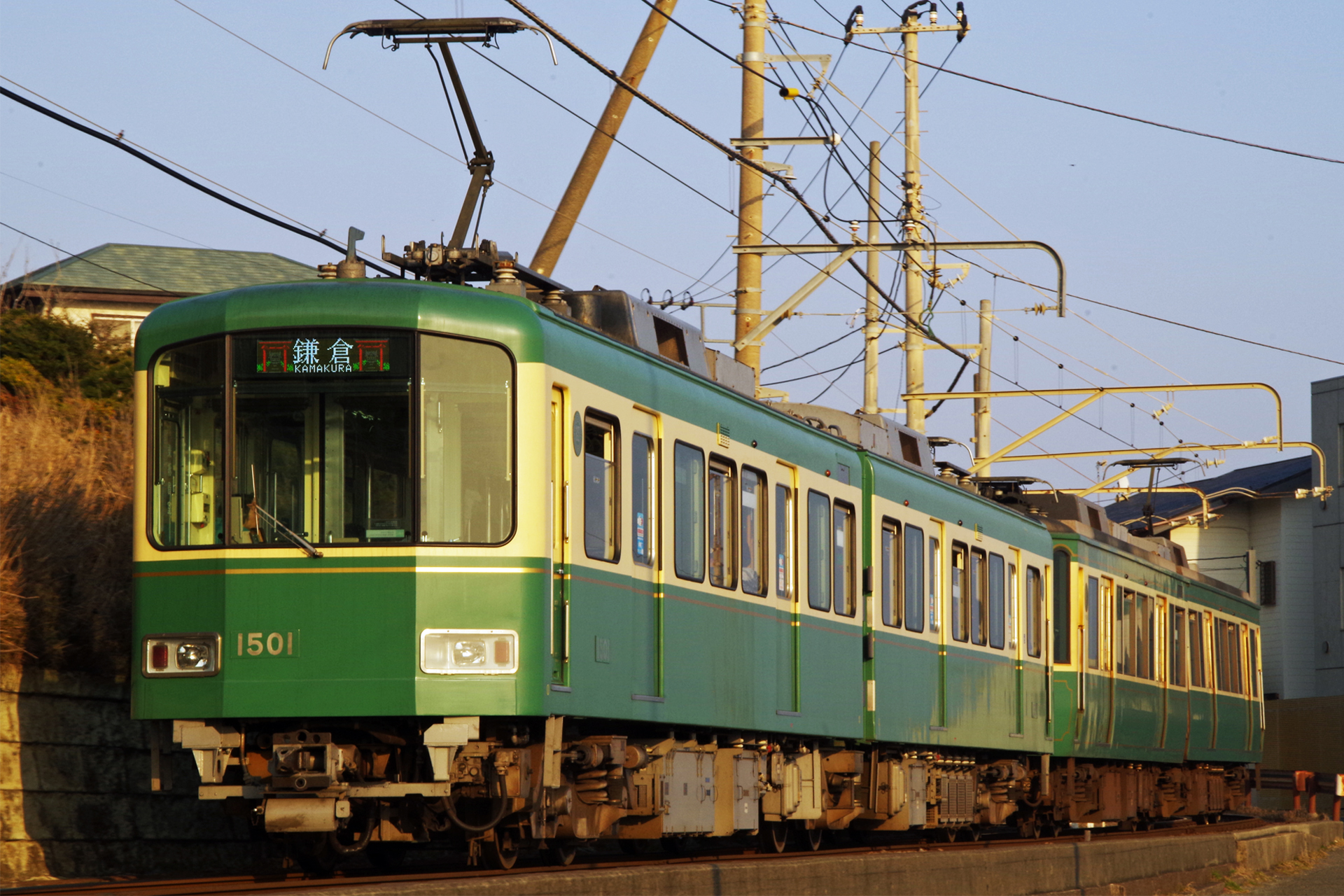
リニューアル後の1501編成、フルカラーLEDの行先表示器を装備、2014年

### 概要
- 営業運転開始日：1986年4月23日（1501編成）、1987年12月10日（1502編成）
- 在籍数：2両編成2本・4両 (1501-1551, 1502-1552)

それまでの1000形の使用実績や保線の近代化により、台車の固定軸距の軌道への影響がそれほどではないことが判明したため、固定軸距を拡大してカルダン駆動方式を採用することで軌道への衝撃による負荷を低減した、江ノ島電鉄では初となるいわゆる新性能車両である。カルダン駆動方式の採用により運転性能の向上と電空併用ブレーキの採用による安全性の向上が図られたほか、発電ブレーキやディスクブレーキ、レール塗油装置の採用により保守および騒音の低減が図られている。
導入後しばらくは従来の車両とは異なる車体塗装であり、1501編成は一般公募による「サンライン号」、1502編成は「サンラインII」の名称で呼称されている。また、1502編成からは新造後の搬入場所が江ノ島 - 腰越間の併用軌道から1987年11月に新設された七里ヶ浜 - 稲村ヶ崎間の車両搬出入基地に変更された。

### 車体・走行装置
車体の基本形状や外観は1201編成と基本的には同一であるが、耐蝕性のさらなる向上と機器類の重量増に対応する軽量化のため、ステンレス使用率を1201編成より増やし、新たに運転台正面の腰板に厚さ2.5 mm、骨組みに4.5 mmの、側面の腰板に2.0 mmのステンレスを使用したほか、柱類の台枠上部より400 mmまでの部分をステンレス製としている。また、側扉は窓の支持方式は導入時から押え金式となっているほか、扉の室内側はエッチングによる柄入りのステンレス板に変更されている。車体塗装はフッ素樹脂塗料に変更され、鎌倉や湘南の海を訪れる女性にも親しまれるよう、ケープアイボリーをベースに赤とオレンジの帯が入る暖色系の塗装となっている。室内はつり革が丸型から三角型に、座席表地がベージュをベースに茶色、オレンジ色、赤色のラインの入るものに変更されている。また、2編成重連の列車の片側の編成を貸切として運行することを想定して、貸切側の編成のみに車内放送ができるよう、放送装置に貸切放送機能が追加されているほか、行先表示を編成ごとに表示することができるようになっている。
主制御器は弱め界磁制御が追加された東洋電機製造製のACDF-M450-789A-M（直列11段、並列8段、弱め界磁2段、発電制動19段）で、マスコンハンドルの段数が3段から4段となっている。主電動機は東洋電機製造製TDK8005-A形で定格は端子電圧300 V時で電流195 A、出力50 kW、回転数1300 rpm、高速試験回転数3250 rpmで、歯車比は82:13 (6.31) となっている。起動加速度は0.56 m/s2、減速度は常用0.97 m/s2、非常1.11 m/s2で1201編成以前と変更はないが、均衡速度が50 km/hから60 km/hに向上している。
台車は動台車がTS-829、連接部の従台車がTS-830であり、いずれも枕ばねはコイルばねである。固定軸距が1600 mmから1650 mmとなり、駆動装置がたわみ板中空軸平行カルダン駆動方式の東洋電機製造製KD110-A-Mに変更となったほか、基礎ブレーキ装置も変更されている。また主電動機はそれまでの台車外側装架から、一般的な内側装架に変更されている。動台車はブレーキシリンダが金属シリンダに変更となった片押式踏面ブレーキで合成制輪子・鋳鉄制輪子併用のものとなり、従台車は1軸あたり2枚のブレーキディスクとゴム式ブレーキシリンダによるディスクブレーキとなっている。また、曲線通過時の騒音低下のための散水装置とレール塗油装置を搭載している。
補助電源装置は1101・1201編成のものを改良したコンデンサ分圧ブースタ式サイリスタインバータであるRG403-A1-Mを1基搭載しており、出力は照明装置や送風機、乗務員室暖房等に供給される交流100 V/200 V 60 Hzが6.8 kVA、制御回路に供給される直流100 Vが2 kW、列車無線回路等に供給される直流24 Vが1.2 kWとなっている。
主制御器の大型化と発電ブレーキの装備に伴い、床下機器配置も変更されており、蓄電池が鎌倉方の車両から藤沢方の車両への搭載に、ブレーキ制御装置が藤沢方の車両のみの搭載であったものが両車に搭載されるようにそれぞれ変更となり、これに伴い空気ダメや補機類を中心に配置の見直しが行われている。

### 運行開始後
1501編成は1990年に、1502編成は1992年にほかの1000形と同様の旧標準塗装に変更されたが、クリーム色部分が2000形と同じ緑色がかったものに変更されており、その後他編成もこの塗装に変更されている。
急曲線における騒音対策として車上側装置のほか地上側での摩擦低減剤散布も行われるようになったことにより、散水装置が撤去されている。
1990年代には台車の枕ばねを2000形のTS-829A、TS-830Aと同等にする改造が実施されている。これは縦ダンパを併用した枕ばねは同じコイルばねながら3本個並列のものから2個並列に簡略化して保守の容易化を図る一方で、横ダンパ2本を追加して乗り心地の向上を図っているものであり、他の編成も同年代に同様の改造を実施している。
1501編成は2005年に新標準塗装とされているが、2007年4月から2009年2月まで2代目「S・K・I・P号」として鎌倉、江の島界隈の写真を施した車体となっている。また、2004年に1502編成が1201編成に代わって明治製菓の全面広告電車として運用された後、標準塗装に戻されて広告ラッピングは2000形2003編成が引き継いでおり、同編成は2007年に現標準塗装に変更されている。
2009年6月、1000形導入30周年を記念して、1501編成が重要部検査を受けた際に再びサンライン号塗装となり、ヘッドマーク付きで運行している。また、同年10月14日には京福電気鉄道（嵐電）との姉妹提携を記念して1502編成が嵐電カラーとなり、車内に嵐電沿線の写真や情報が掲出されている。
2013年8月31日からサンライン号の1501編成が、2014年9月1日から嵐電号の1502編成が大規模な車体更新工事を施工しており、現標準塗装となったほか、パンタグラフがシングルアーム式に変更され、江ノ電初となる前面行先表示器のフルカラーLED化、側面・3色LED化、液晶表示器設置、ドア付近への黄色い警戒色・乗降扉付近のノンスリップ化や車椅子スペースとドアチャイム設置および室内照明機器・前照灯のLED化、補助電源装置の交換（1501編成）が行われている。工事の終了した1501編成は2013年12月14日から、1502編成は2014年12月12日から営業運転に使用されている。
また2025年には同社の500形と同じく安全性向上のための改造を行った。最初は1502編成に実施され2月に運行を開始している。主に車外カメラの設置や、車内運転席側に非常通報ボタンを設置した。また従来の日本語、英語に加え韓国語、中国語の車内アナウンスと、車内連結部注意放送(4ヶ国語)を追加した。これらの改造のため2014年更新時に設置されたLCDの広告用画面、車端部左側の窓が埋められた。

## 諸元表
| 編成                                   | 編成                | 1001編成 1002編成                                                                                  | 1101編成                                                                                           | 1201編成                                                                                           | 1501編成 1502編成                                                                                  |
| -------------------------------------- | ------------------- | -------------------------------------------------------------------------------------------------- | -------------------------------------------------------------------------------------------------- | -------------------------------------------------------------------------------------------------- | -------------------------------------------------------------------------------------------------- |
| 車号                                   | 車号                | 1001-1051号車 1002-1052号車                                                                        | 1101-1151号車                                                                                      | 1201-1251号車                                                                                      | 1501-1551号車 1502-1552号車                                                                        |
| 軌間                                   | 軌間                | 1067 mm                                                                                            | 1067 mm                                                                                            | 1067 mm                                                                                            | 1067 mm                                                                                            |
| 電化方式                               | 電化方式            | 直流600 V架空線式                                                                                  | 直流600 V架空線式                                                                                  | 直流600 V架空線式                                                                                  | 直流600 V架空線式                                                                                  |
| 車軸配置                               | 車軸配置            | Bo'2'Bo'                                                                                           | Bo'2'Bo'                                                                                           | Bo'2'Bo'                                                                                           | Bo'2'Bo'                                                                                           |
| 全長                                   | 全長                | 25400 mm                                                                                           | 25400 mm                                                                                           | 25400 mm                                                                                           | 25400 mm                                                                                           |
| 全幅                                   | 全幅                | 2450 mm                                                                                            | 2450 mm                                                                                            | 2450 mm                                                                                            | 2450 mm                                                                                            |
| 車体幅                                 | 車体幅              | 2400 mm                                                                                            | 2400 mm                                                                                            | 2400 mm                                                                                            | 2400 mm                                                                                            |
| 全高                                   | 全高                | 3900 mm                                                                                            | 3900 mm                                                                                            | 3900 mm                                                                                            | 3900 mm                                                                                            |
| 屋根高                                 | 屋根高              | 3400 mm                                                                                            | 3400 mm                                                                                            | 3400 mm                                                                                            | 3400 mm                                                                                            |
| 床面高                                 | 床面高              | 1070 mm                                                                                            | 1070 mm                                                                                            | 1070 mm                                                                                            | 1070 mm                                                                                            |
| 台車中心間距離                         | 台車中心間距離      | 9500 mm × 2                                                                                        | 9500 mm × 2                                                                                        | 9500 mm × 2                                                                                        | 9500 mm × 2                                                                                        |
| 固定軸距                               | 固定軸距            | 1600 mm                                                                                            | 1600 mm                                                                                            | 1600 mm                                                                                            | 1650 mm                                                                                            |
| 車輪径                                 | 車輪径              | 860 mm                                                                                             | 860 mm                                                                                             | 860 mm                                                                                             | 860 mm                                                                                             |
| 動台車                                 | 方式                | コイルばね横剛性式鋼板溶接ペデスタル台車                                                           | コイルばね横剛性式鋼板溶接ペデスタル台車                                                           | コイルばね横剛性式鋼板溶接ペデスタル台車                                                           | コイルばね横剛性式鋼板溶接ペデスタル台車                                                           |
| 動台車                                 | 形式                | TS-819                                                                                             | TS-819A                                                                                            | TS-819A                                                                                            | TS-830                                                                                             |
| 動台車                                 | 基礎ブレーキ装置    | 踏面・合成制輪子                                                                                   | 踏面・合成制輪子                                                                                   | 踏面・合成制輪子                                                                                   | 踏面・合成/鋳鉄制輪子                                                                              |
| 従台車                                 | 方式                | コイルばね横剛性式鋼板溶接ペデスタル台車                                                           | コイルばね横剛性式鋼板溶接ペデスタル台車                                                           | コイルばね横剛性式鋼板溶接ペデスタル台車                                                           | コイルばね横剛性式鋼板溶接ペデスタル台車                                                           |
| 従台車                                 | 形式                | TS-820                                                                                             | TS-820A                                                                                            | TS-820A                                                                                            | TS-831                                                                                             |
| 従台車                                 | 基礎ブレーキ装置    | 踏面・合成制輪子                                                                                   | 踏面・合成制輪子                                                                                   | 踏面・合成制輪子                                                                                   | ディスク・合成ライニング                                                                           |
| 自重                                   | 自重                | 36.3 t                                                                                             | 37.7 t                                                                                             | 39.3 t                                                                                             | 41.8 t                                                                                             |
| 定員(うち座席)                         | 定員(うち座席)      | 160(72)名                                                                                          | 160(72)名                                                                                          | 160(72)名                                                                                          | 160(72)名                                                                                          |
| 主制御装置                             | 方式                | 電動カム軸式抵抗制御方式                                                                           | 電動カム軸式抵抗制御方式                                                                           | 電動カム軸式抵抗制御方式                                                                           | 電動カム軸式抵抗制御方式弱界磁制御付                                                               |
| 主制御装置                             | 形式                | AC-M450-778A-M                                                                                     | AC-M450-778A-M                                                                                     | AC-M450-778A-M                                                                                     | ACDF-M450-789A-M                                                                                   |
| 主制御装置                             | 制御段数            | 直列10段、並列8段                                                                                  | 直列10段、並列8段                                                                                  | 直列10段、並列8段                                                                                  | 直列11段、並列8段、弱め界磁2段 発電制動19段                                                        |
| 主電動機                               | 方式                | 直流直巻整流子電動機                                                                               | 直流直巻整流子電動機                                                                               | 直流直巻整流子電動機                                                                               | 直流直巻整流子電動機                                                                               |
| 主電動機                               | 形式                | TDK5610-A                                                                                          | TDK5610-A                                                                                          | TDK5610-A                                                                                          | TDK8005-A                                                                                          |
| 主電動機                               | 定格出力×台数       | 50.0kW×4                                                                                           | 50.0kW×4                                                                                           | 50.0kW×4                                                                                           | 50.0kW×4                                                                                           |
| 駆動装置                               | 方式                | 吊り掛け駆動方式                                                                                   | 吊り掛け駆動方式                                                                                   | 吊り掛け駆動方式                                                                                   | たわみ板中空軸平行カルダン駆動方式                                                                 |
| 駆動装置                               | 形式                | | | | KD110-A-M                                                                                          |
| 駆動装置                               | 歯車比              | 5.27                                                                                               | 5.27                                                                                               | 5.27                                                                                               | 6.31                                                                                               |
| ブレーキ装置                           | 方式                | 空気ブレーキ                                                                                       | 空気ブレーキ                                                                                       | 空気ブレーキ                                                                                       | 空気ブレーキ/発電ブレーキ                                                                          |
| ブレーキ装置                           | 空気ブレーキ形式    | 全電気指令式HRD-1                                                                                  | 全電気指令式HRD-1                                                                                  | 全電気指令式HRD-1                                                                                  | 全電気指令式HRD-1D                                                                                 |
| ブレーキ装置                           | ブレーキ段数        | 常用5段+非常/保安                                                                                  | 常用7段+非常/保安                                                                                  | 常用7段+非常/保安                                                                                  | 常用7段+非常/保安                                                                                  |
| 補助電源装置                           | 方式                | 電動発電機                                                                                         | 静止型インバータ                                                                                   | 静止型インバータ                                                                                   | 静止型インバータ                                                                                   |
| 補助電源装置                           | 形式                | TDK3510-A                                                                                          | RG403-A-M                                                                                          | RG403-A-M                                                                                          | RG403-A1-M                                                                                         |
| 補助電源装置                           | 定格出力            | 7 kVA                                                                                              | 10 kVA                                                                                             | 10 kVA                                                                                             | 10 kVA                                                                                             |
| 電動空気圧縮機×台数                    | 電動空気圧縮機×台数 | DH-25D×2                                                                                           | HB1200S×1                                                                                          | HB1200S×1                                                                                          | HB1200S×1                                                                                          |
| 冷房装置                               | 形式                | -                                                                                                  | -                                                                                                  | CU77AE1                                                                                            | CU77AE1                                                                                            |
| 冷房装置                               | 容量×台数           | -                                                                                                  | -                                                                                                  | 24.4 kW×2                                                                                          | 24.4 kW×2                                                                                          |
| 暖房装置                               | 形式                | 客室HS62 乗務員室SH61                                                                              | 客室HS62 乗務員室SH61                                                                              | 客室HS62 乗務員室SH61                                                                              | 客室HS62 乗務員室SH61                                                                              |
| 暖房装置                               | 容量×台数           | 客室600 W×24 乗務員室750 W×2                                                                       | 客室600 W×24 乗務員室750 W×2                                                                       | 客室600 W×24 乗務員室750 W×2                                                                       | 客室600 W×24 乗務員室750 W×2                                                                       |
| 性能                                   | 均衡速度            | 50 km/h                                                                                            | 50 km/h                                                                                            | 50 km/h                                                                                            | 60 km/h                                                                                            |
| 性能                                   | 最高運転速度        | 45 km/h                                                                                            | 45 km/h                                                                                            | 45 km/h                                                                                            | 45 km/h                                                                                            |
| 性能                                   | 加減速度            | 加速度0.56 m/s2 減速度 常用最大0.97 m/s2 非常1.11 m/s2 応荷重装置付 加減速度とも乗車率0-250%で一定 | 加速度0.56 m/s2 減速度 常用最大0.97 m/s2 非常1.11 m/s2 応荷重装置付 加減速度とも乗車率0-250%で一定 | 加速度0.56 m/s2 減速度 常用最大0.97 m/s2 非常1.11 m/s2 応荷重装置付 加減速度とも乗車率0-250%で一定 | 加速度0.56 m/s2 減速度 常用最大0.97 m/s2 非常1.11 m/s2 応荷重装置付 加減速度とも乗車率0-250%で一定 |
| 1. 2. 3. 4. 5. 6. 7. 8. 9. 10. 11. 12. |                     | | | | |